# USS Galveston (CLG-3)
USS Galveston (CL-93/CLG-3) nguyên là một tàu tuần dương hạng nhẹ thuộc lớp Cleveland của Hải quân Hoa Kỳ vốn chưa hoàn tất khi Chiến tranh Thế giới thứ hai kết thúc, và việc chế tạo bị tạm ngưng. Nó là chiếc tàu chiến thứ hai của Hải quân Mỹ được đặt cái tên này, theo tên thành phố Galveston thuộc tiểu bang Texas.
Sau khi bị bỏ không hơn mười năm, nó được hoàn tất như một tàu tuần dương tên lửa điều khiển, trở thành chiếc dẫn đầu cho lớp tàu tuần dương Galveston, và đã phục vụ từ năm 1958 đến năm 1970, kể cả trong cuộc Chiến tranh Việt Nam. Con tàu bị bán để tháo dỡ vào tháng 5 năm 1975. Galveston được tặng thưởng hai Ngôi sao Chiến trận do thành tích vụ phục trong cuộc Chiến tranh Việt Nam.

## Thiết kế và chế tạo
Galveston được đặt lườn vào tháng 8 năm 1943 tại xưởng tàu của hãng Newport News Shipbuilding & Dry Dock Company tại Newport News, Virginia và được hạ thủy vào ngày 22 tháng 4 năm 1945, được đỡ đầu bởi Bà Clark Wallace Thompson. Việc hoàn tất nó bị ngưng lại khi nó sắp hoàn thành vào ngày 24 tháng 6 năm 1946, và lườn tàu được chuyển về Đội Philadelphia thuộc Hạm đội Dự bị Đại Tây Dương. Được xếp lớp như là CL-93 vào ngày 4 tháng 2 năm 1956, Galveston được tái cấu trúc thành tàu tuần dương tên lửa điều khiển, trở thành chiếc dẫn đầu cho lớp tàu tuần dương Galveston trang bị hệ thống tên lửa đất-đối-không Talos, được xếp lại lớp như là CLG-3 vào ngày 23 tháng 5 năm 1957. Galveston cuối cùng được đưa ra hoạt động tại Philadelphia vào ngày 28 tháng 5 năm 1958 dưới quyền chỉ huy của hạm trưởng, Đại tá Hải quân J. B. Colwell.

## Lịch sử hoạt động

### 1958-1960
Galveston khởi hành từ Philadelphia vào ngày 30 tháng 6 năm 1958 cho chuyến đi chạy thử máy ngoài khơi Norfolk, Virginia, tại khu vực Virginia Capes, bao gồm các cuộc thử nghiệm thành công vũ khí mới Talos và thiết bị dẫn đường tương ứng. Kiểu tên lửa đất-đối-không tốc độ siêu âm mới này nặng gần 3.000 lb (1.400 kg), trang bị động cơ phản lực ramjet công suất 40.000 hp (30 MW) và có tầm xa hoạt động trên 65 mi (105 km). Nó được thiết kế để tiêu diệt máy bay đối phương ở tầm cao bằng đầu đạn thông thường hay đầu đạn hạt nhân. Galveston đi đến San Juan, Puerto Rico vào ngày 16 tháng 1 năm 1959 cho các hoạt động huấn luyện và đánh giá tại vùng biển Tây Ấn. Nó bắn thành công tên lửa Talos lần đầu tiên ngoài biển vào ngày 24 tháng 2 năm 1959, chứng minh khả năng là chiếc tàu chiến hùng mạnh nhất của Hải quân Hoa Kỳ hiện đại. Galveston lên đường quay trở về Norfolk vào ngày 17 tháng 3 và trải qua một giai đoạn trong ụ tàu ở Xưởng hải quân Philadelphia.
Vào tháng 7 năm 1959, Galveston tiến hành chạy thử máy và nghiệm thu tại khu vực Virginia Capes, tiếp nối bằng một chuyến đi huấn luyện ôn tập tại vùng biển ngoài khơi Cuba cùng thử nghiệm các hệ thống radar và thông tin liên lạc qua các cuộc tập trận chung với Không quân Hoa Kỳ. Vào ngày 4 tháng 1 năm 1960, nó khởi hành từ Norfolk cho một chuyến viếng thăm Charleston, South Carolina, tiếp nối bằng các hoạt động ngoài khơi bờ biển Florida, Puerto Rico và quần đảo Virgin. Sau đó nó hướng đến thành phố mà nó được đặt tên Galveston thuộc tiểu bang Texas, đến nơi vào ngày 16 tháng 2, nơi nó được trao tặng một biểu tượng phục vụ bằng bạc. Quay trở lại Norfolk, con tàu cho tháo dỡ đạn dược để thử nghiệm chấn động ngoài khơi Bahamas, rồi đi vào Xưởng hải quân Philadelphia vào ngày 25 tháng 3 năm 1960 cho một đợt bảo trì kéo dài cho đến mùa Thu. Trong giai đoạn này, con tàu đã tiếp đón hơn 30.000 khách viếng thăm. Nó lên đường hướng đến Virginia Capes vào ngày 24 tháng 10 năm 1960, hoàn tất thành công việc chuyển giao tên lửa ngoài biển.

### 1961
Vào ngày 6 tháng 1 năm 1961, Galveston rời Norfolk cho các đợt thử nghiệm đánh giá kỹ thuật hệ thống tên lửa Talos do Văn phòng Vũ khí Hải quân tiến hành, bao gồm hệ thống dẫn đường, các tính năng và khả năng tác chiến, tại khu vực ngoài khơi Jacksonville, Florida, Puerto Rico và quần đảo Virgin. Khi những công việc thử nghiệm đánh giá kết thúc vào ngày 1 tháng 3, nó rời San Juan cho một đợt huấn luyện ôn tập và thử máy nghiệm thu sau cùng ngoài khơi vịnh Guantanamo.
Chiếc tàu tuần dương quay trở về Norfolk vào ngày 9 tháng 4, nhưng lại nhanh chóng di chuyển đến Jacksonville, nơi mà vào ngày 8 tháng 5 Galveston bắt đầu hoạt động cùng Lực lượng Đánh giá Hoạt động Chiến thuật, bao gồm các thử nghiệm rộng rãi hệ thống tên lửa của nó, và đã bắn nhiều quả Talos. Hiệu quả của hệ thống và vũ khí được thể hiện bằng một kỷ lục bắn tầm xa mới cũng như bắn thành công loạt hai quả tên lửa. Chiếc tàu tuần dương tên lửa Talos đã thu hút trên 17.000 khách viếng thăm tại mũi Canaveral nhân ngày lễ hội Quân đội trong tháng 5; sau đó nó hoàn tất giai đoạn cuối của việc tập trận đánh giá tại vùng biển Carribe cho đến ngày 21 tháng 7 năm 1960. Nó đã ghé qua Bayonne, New Jersey, nơi các radar điều khiển hỏa lực tên lửa được tháo dỡ chuẩn bị cho việc đại tu. Galveston được đại tu tại Xưởng hải quân Philadelphia từ ngày 30 tháng 8 năm 1961 đến ngày 23 tháng 7 năm 1962, bao gồm những cải tiến cho hệ thống điều khiển hỏa lực của tên lửa Talos.
Galveston ghé qua Charleston để sửa chữa thiết bị điện tử. Nó buộc phải đi vào cảng lúc thủy triều thấp, và phải hạ thấp các cột ăn-ten tín hiệu để có thể băng qua bên dưới cầu Charleston.

### 1962-1964
Galveston rời Philadelphia vào ngày 23 tháng 7 năm 1962, băng qua kênh đào Panama để đi đến San Diego, California, gia nhập Chi hạm đội Tuần dương-Khu trục 9 thuộc Hạm đội Thái Bình Dương vào ngày 24 tháng 8 năm 1962. Nó hoạt động dọc theo bờ Tây Hoa Kỳ cho đến tháng 10 năm 1963 khi nó lên đường hướng sang khu vực Tây Thái Bình Dương như là soái hạm của chi hạm đội. Trong 6 tháng tiếp theo sau, nó hoạt động tại Viễn Đông cùng với Đệ Thất hạm đội ngoài khơi Nhật Bản, Đài Loan và Okinawa. Nó quay trở về San Diego vào ngày 16 tháng 4 năm 1964 tiếp nối các hoạt động huấn luyện ngoài khơi vùng bờ Tây.

### 1965
Sau một đợt đại tu kéo dài bốn tháng từ tháng 10 năm 1964 đến tháng 2 năm 1965, Galveston rời San Diego cho những hoạt động ngoài khơi Nam Việt Nam. Nó ghé qua căn cứ hải quân vịnh Subic, Philippines vào ngày 21 tháng 6 rồi gia nhập Đệ Thất hạm đội trong biển Nam Trung Quốc. Trong 5 tháng tiếp theo sau, nó hoạt động suốt trong vùng biển Đông Nam Á trải từ vịnh Thái Lan cho đến vịnh Bắc Bộ, hỗ trợ cho các hoạt động của Hoa Kỳ đẩy lui Cộng sản tại Nam Việt Nam. Nó đã bắn pháo hỗ trợ cho các cuộc hành quân tìm và diệt tại Chu Lai và bán đảo Vạn Tường; ngoài ra nó còn bảo vệ phòng không cho các tàu sân bay thuộc Đệ Thất hạm đội trong biển Nam Trung Quốc cùng những hoạt động tìm kiếm giải cứu các phi công bị bắn rơi trong vịnh Bắc bộ. Nó rời Philippines vào ngày 2 tháng 12 và về đến San Diego vào ngày 18 tháng 12.

### 1966-1967
Tiếp nối việc phục vụ vào đầu tháng 1 năm 1966, Galveston hoạt động tại khu vực từ ngoài khơi San Diego cho đến quần đảo Hawaii và dọc theo bờ biển California trong khi duy trì thủy thủ đoàn và thiết bị trong tình trạng sẵn sàng chiến đấu cao độ. Từ ngày 31 tháng 7 đến ngày 4 tháng 11, nó trải qua một đợt hiện đại hóa, rồi tiếp tục công việc huấn luyện trong thời gian còn lại của năm 1966. Đầu năm 1967, Galveston rời San Diego đi sang vùng bờ Đông, trải qua hầu hết thời gian còn lại của năm đó hoạt động cùng Hạm đội Đại Tây Dương cho các nhiệm vụ tại Đại Tây Dương và Địa Trung Hải.

### 1968-1969
Vào ngày 19 tháng 10 năm 1968, Galveston rời Seal Beach, California cho lượt bố trí hoạt động cuối cùng đến khu vực Tây Thái Bình Dương. Nó phân chia thời gian cho các hoạt động tại Trạm Yankee phía Bắc và Đà Nẵng ở phía Nam, nơi nó tạm thời thay thế cho thiết giáp hạm New Jersey tại tiền duyên, trong một đợt kéo dài 9 ngày đã bắn 3500 quả đạn pháo 5 inch và 6 inch; và hỗ trợ có hiệu quả cho lực lượng Thủy quân Lục chiến Hàn Quốc tại vùng đồng bằng. Galveston quay trở về đến San Diego vào ngày 2 tháng 2 năm 1969. Sau đó nó rời San Diego để chuyển sang khu vực bờ Đông, bắt đầu các hoạt động cùng Hạm đội Đại Tây Dương cho các nhiệm vụ tại khu vực Địa Trung Hải.

## Phần thưởng
Galveston được tặng thưởng hai Ngôi sao Chiến trận do thành tích vụ phục trong cuộc Chiến tranh Việt Nam.
|  |  |                           |
|  |  | Bronze star · Bronze star |
|  |  |                           |

| Huân chương Viễn chinh Hải quân                   |                                                 |                                                        |
| Huân chương Phục vụ Phòng vệ Quốc gia             | Huân chương Viễn chinh Lực lượng Vũ trang       | Huân chương Phục vụ Việt Nam với 2 Ngôi sao Chiến trận |
| Huân chương Anh Dũng Bội Tinh (Việt Nam Cộng Hòa) | Huân chương Dân vụ Bội tinh (Việt Nam Cộng Hòa) | Huân chương Chiến dịch Bội tinh (Việt Nam Cộng Hòa)    |